# ۱۷ ربیع‌الثانی
۱۷ ربیع‌الثانی، هفدهمین روز از ماه ربیع‌الثانی در تقویم هجری قمری است.
در تقویم هجری قمری قراردادی این روز صد و ششمین روز سال است.

## درگذشتگان
- ۱۴۲۸ ـ حسن سعید کرمی، گوینده رادیو، ادیب و زبان‌شناس فلسطینی.